# Овруцький шифер
О́вруцький ши́фер — пірофілітовий сланець (лупа́к) рожевого та червоного відтінків, добування й обробка якого були налагоджені у X—XIII ст. на території України, біля міста Овруч.

## Походження

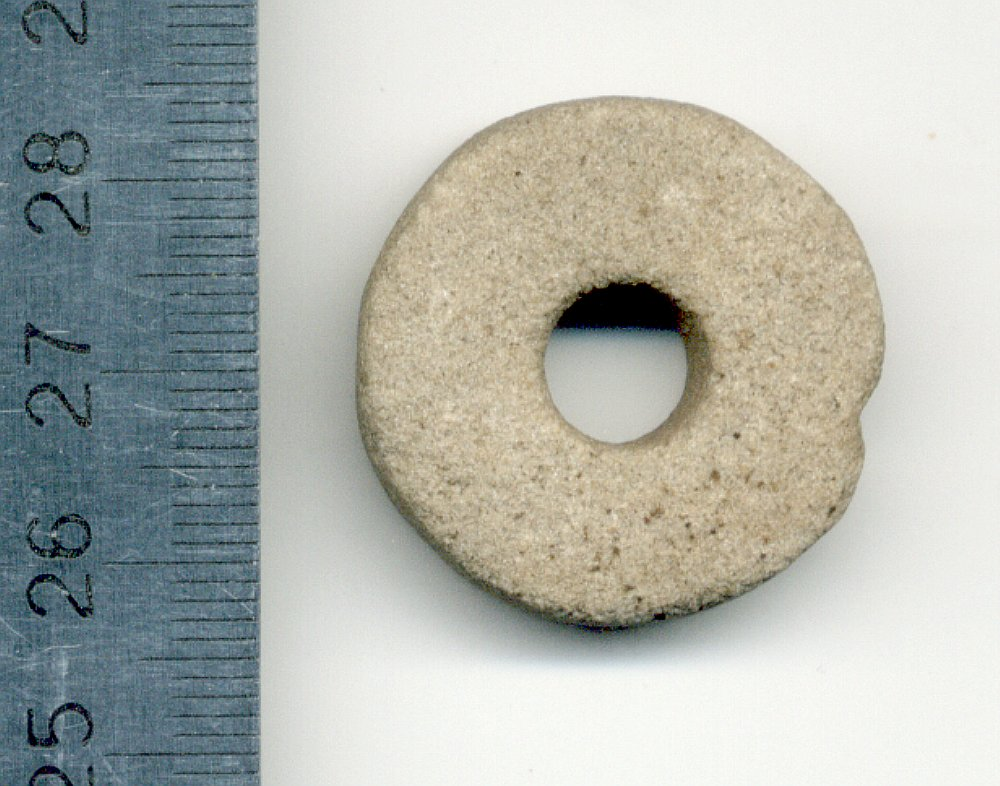
Прясельце з овруцького шиферу, ХII-ХІІІ ст.

Залягання пластів овруцького шиферу на території Європи обмежені невеликим районом межиріччя Ужа та Уборті — це єдине в Європі родовище такого пірофіліту.
При детальному археологічному обстеженні околиць Овруча було виявлено ряд місць, де знаходилися майстерні з обробки рожевого шиферу, зокрема в селах Велика Хайча, Городець, Збраньки, Камінь, Коптівщина, Коренівка, Нагоряни, Норинськ, Покалів, Прибитки, Скребеличі, Хлупляни тощо. Місця розташування майстерень локалізуються на довжину близько 20 км, розташовані біля урвищ та ярів, де на поверхню виходять поклади пірофілітового сланцю.

## Застосування

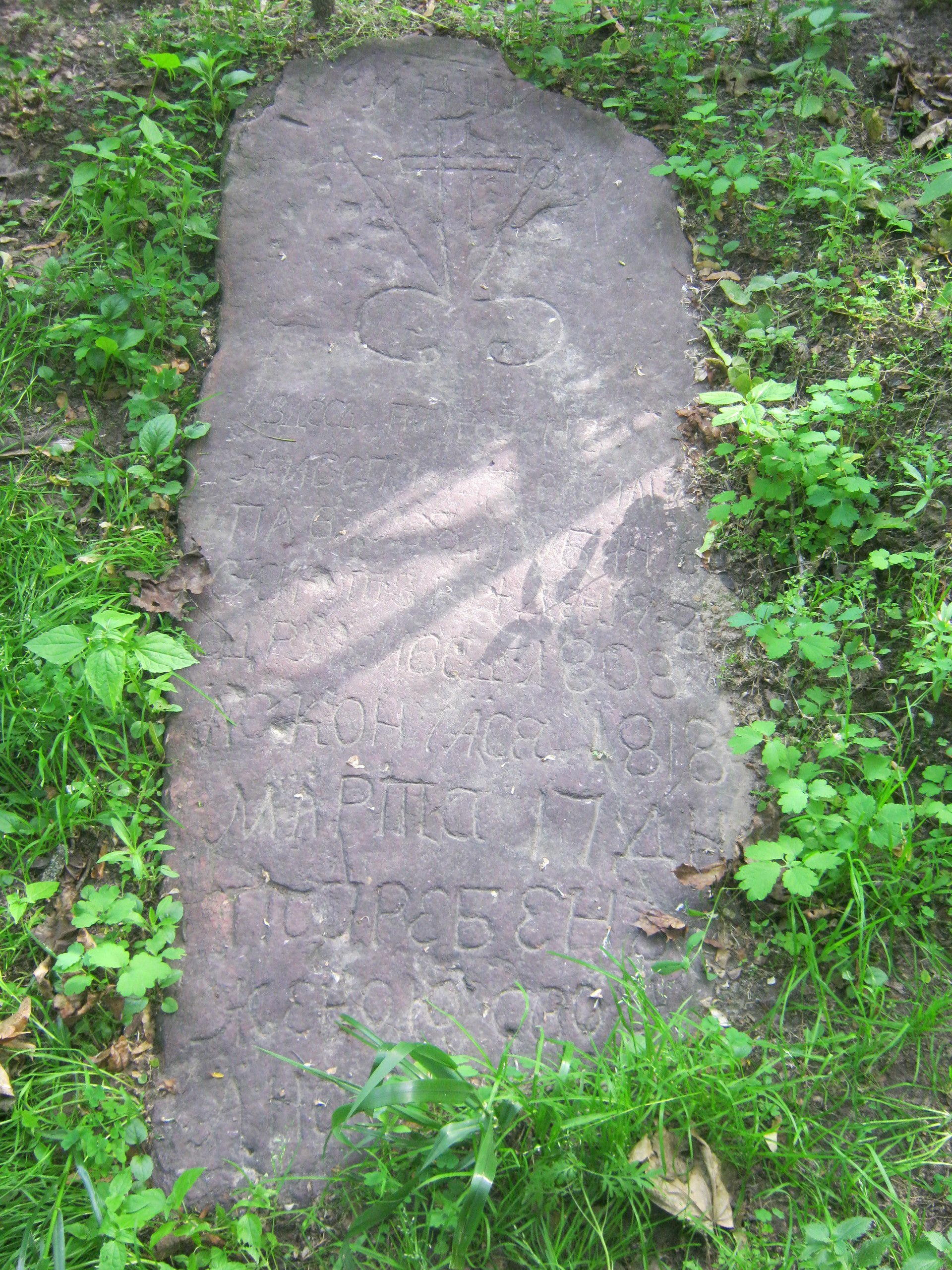
Плита з овруцького шиферу, ХII-ХІІІ ст. У 1818 р. використана наново як надгробок

Через свої високі пластичні якості, м'якість та легкість обробки, а також приємний колір, овруцький шифер широко застосовували для культового й цивільного будівництва: виготовлення плит перекриття сходів у внутрішньостінних ходах храмів та княжих теремів, як плити парапетів для прикраси хорів (Спасо-Преображенський собор у Чернігові, Софійський собор у Києві), підлоги, омфаліїв (Борисоглібський собор у Чернігові) тощо; для виготовлення гробниць і саркофагів знаті (шиферні гробниці у Чернігові), плит-формочок для ювелірного виробництва, а також для виготовлення пряселець (чим найбільше відомий в археологічній науці).
Фіксація широкого використання овруцького шиферу припиняється від часу середини XIII ст., коли ординці розорили та спустошили овруцькі майстерні.